# Dolce

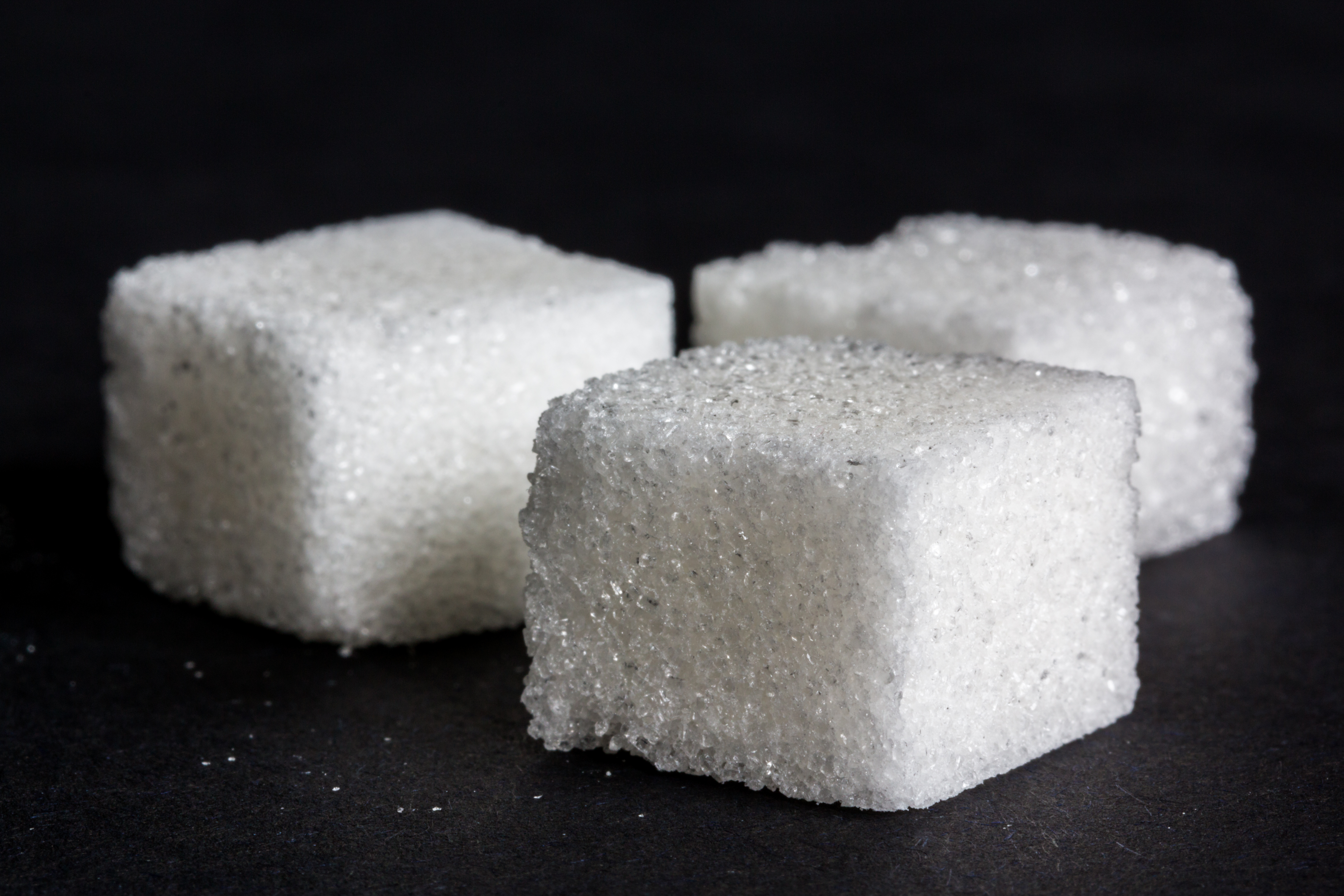
Zollette di zucchero (saccarosio), sostanza usata come riferimento per misurare il sapore dolce.

Il dolce è uno dei cinque sapori fondamentali, quasi universalmente considerato una sensazione piacevole: i cibi ricchi di carboidrati semplici, come gli zuccheri, sono normalmente associati alla dolcezza; esistono anche alcune molecole di origine naturale o di invenzione umana che vengono percepite come dolci a concentrazioni molto inferiori e possono essere utilizzate come dolcificanti ipocalorici; infine, alcune sostanze, pur non attivando direttamente i recettori del dolce possono modificarne la percezione.

## Descrizione
La sensibilità chimica della percezione del dolce, che varia per individui e specie, è stata compresa solo in tempi recenti. Il modello teorico correntemente accettato coinvolge molteplici siti di legame tra i recettori e la sostanza dolce. Alcuni studi indicano che la sensibilità agli zuccheri e al dolce abbia radici evoluzionistiche molto antiche, già presenti come chemiotassi persino nei batteri mobili quali l'Escherichia coli. I neonati dimostrano di preferire i cibi ad alta concentrazione di zuccheri e, in particolare, preferiscono le soluzioni più dolci del lattosio, lo zucchero che si trova nel latte materno.
La soglia di percezione per il dolce è la più alta tra i gusti fondamentali, venendo attivata a circa 1 parte su 200 di zucchero in soluzione. Per confronto, l'amaro, che ha la soglia di sensibilità più bassa, viene già percepito per 1 parte su 2 milioni di chinino in soluzione. Nell'ambiente naturale ove si evolse la specie umana il dolce era un indicatore di ricchezza nutrizionale del cibo, mentre l'amaro era associato alla tossicità. L'alta soglia di percezione del dolce avrebbe quindi predisposto i primati e ominidi, nostri antenati, a ricercare i cibi dolci e nutrienti e ad evitare i cibi amari. Anche tra i primati mangiatori di foglie esiste la tendenza a preferire le foglie giovani, più ricche in proteine e più povere in sostanze tossiche, alle foglie mature. Il gusto per il dolce ha quindi un'antica origine evoluzionistica, poiché, nonostante l'elaborazione dei cibi abbia cambiato le abitudini di consumo, la fisiologia umana è rimasta per lo più inalterata.

### Esempi di sostanze dolci

La molecola di Saccarosio.

Disparate sostanze chimiche, quali gli aldeidi e i chetoni sono dolci. Tra le più comuni sostanze di origine biologica tutti i carboidrati semplici sono, almeno leggermente, dolci. Il saccarosio, ovvero il normale zucchero, viene utilizzato in soluzione come riferimento per valutare la dolcezza relativa delle altre sostanze; in questa scala empirica la sua dolcezza viene convenzionalmente fissata a 1. Il fruttosio invece è più dolce, misurando 1,7 sulla stessa scala; la sua dolcezza dipende però dalla temperatura: già a 60 °C risulta meno dolce del saccarosio. Alcuni amminoacidi sono moderatamente dolci: in particolare l'alanina, la glicina e la serina sono i più dolci; al contempo altri amminoacidi sono percepiti sia dolci che amari.
Alcune piante producono dei glicosidi che sono dolci a concentrazioni molto più basse dello zucchero. Il più comune è la glicirrizina, la componente dolce della liquirizia, circa 30 volte più dolce del saccarosio. Un altro esempio importante è lo steviolo, prodotto dalla stevia, una pianta sudamericana, circa 250 volte più dolce del saccarosio. Un altro potente dolcificante reperibile in natura è la taumatina, una proteina contenuta nel frutto del Thaumatococcus daniellii (katemfe), una pianta africana, con azione dolcificante lenta ma persistente. La brazzeina, altra proteina estratta da una pianta africana, è 2000 volte più dolce del glucosio, mantenendo però le caratteristiche di pienezza del sapore e azione dolcificante più simili al saccarosio. Alcune sostanze artificiali possono arrivare ad essere perfino molte migliaia di volte più dolci dello zucchero, pur essendo non tossiche, come il neotamo che può arrivare ad essere fino a 13000 volte più dolce del glucosio. Anche l'uovo di gallina contiene una proteina dolce: la lisozima.
| Nome       | Tipo di sostanza       | Dolcezza           |
| ---------- | ---------------------- | ------------------ |
| Lattosio   | Disaccaride            | 0,16               |
| Maltosio   | Disaccaride            | 0,33 ÷ 0,45        |
| Glucosio   | Monosaccaride          | 0,74 ÷ 0,8         |
| Saccarosio | Disaccaride            | 1,00 (riferimento) |
| Fruttosio  | Monosaccaride          | 1,17 ÷ 1,75        |
| Ciclamato  | Sulfonate              | 26                 |
| Aspartame  | Dipeptide methyl ester | 180 ÷ 250          |
| Saccarina  | Sulfonyl compound      | 300 ÷ 675          |

Persino alcune molecole inorganiche sono dolci, tra queste il cloruro di berillio e l'acetato di piombo. Quest'ultimo potrebbe aver contribuito agli avvelenamenti da piombo nell'aristocrazia dell'antica Roma: all'epoca veniva preparata una bevanda, la sapa, bollendo il vino inacidito (contenente acido acetico) in recipienti di piombo. Centinaia di sostanze di sintesi sono noti per essere dolci, tuttavia solo una piccola percentuale è accettata come dolcificante per uso alimentare. Ad esempio, il cloroformio, il nitrobenzene e il glicole etilenico sono dolci ma tossici. Nel 2005 sono 7 i dolcificanti artificiali utilizzati frequentemente: saccarina, ciclamato, aspartame. acesulfame K, sucralosio, alitame e neotame. Il ciclamato è tuttavia bandito negli Stati Uniti d'America, mentre la saccarina è fortemente regolamentata.

### Modificatori di dolcezza
Alcune sostanze possono modificare la percezione del dolce, aumentandolo in maniera sinergica o inibendolo. Tra gli inibitori, il più importante da un punto di vista commerciale è il Lactisolo (acido 2-(4-metossifenossi)-proprionico), prodotto dalla Domino Sugar. Viene utilizzato in alcune confetture di frutta per mitigare il sapore dolce in modo da far risaltare il gusto della frutta. Due prodotti naturali hanno proprietà analoghe: l'acido gimnemico, estratto dalle foglie di un rampicante indiano, la Gymnema sylvestre, e la zizifina, dalle foglie del giuggiolo cinese (Ziziphus jujuba). L'acido gimnemico è stato pubblicizzato dalla erboristica come terapia per la bulimia di dolci e il diabete mellito.
All'inverso, alcune proteine vegetali, senza essere di per sé dolcificanti, inibiscono la percezione di sapori normalmente aspri o amari, rendendoli dolci al palato. È notevole il caso della miracolina e la curculina, La miracolina è insapore, mentre la curculina è leggermente dolce; ma l'effetto sul sapore più importante delle due sostanze è di alterare la percezione dei sapori per circa un'ora.

## I recettori del dolce

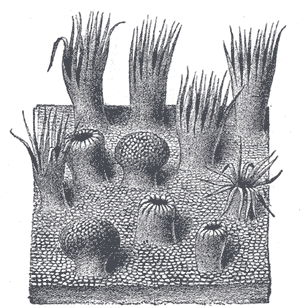
Il dolce è percepito nei bottoni gustativi, situati sulle papille.

È noto da lungo tempo che il dolce viene percepito dai bottoni gustativi, situati sulle papille, e che tale percezione può essere stimolata da una grande varietà di sostanze chimiche. Tuttavia il meccanismo molecolare è rimasto a lungo oscuro, tanto che ancora negli anni 1990 non era chiaro se esistesse un unico tipo di recettore del dolce.
La principale svolta nella comprensione della percezione del dolce avvenne nel 2001, quando degli esperimenti sui topi provarono come animali con diverse versioni del gene T1R3 esibiscano diversi livelli di preferenza per i cibi dolci. Ricerche successive hanno dimostrato che la proteina T1R3 forma un complesso con la proteina T1R2 per formare un recettore accoppiato a proteine G responsabile della percezione del dolce nei mammiferi.
La percezione del dolce differisce fortemente tra specie animali diverse. Ad esempio, è molto variabile all'interno dell'ordine dei primati: le scimmie del nuovo mondo non percepiscono l'aspartame come dolce a differenza delle scimmie dell'Africa e Asia, delle scimmie antropomorfe e dell'uomo. I felini, e in particolare i gatti non percepiscono affatto il dolce.

### Meccanismo di percezione del dolce
Per depolarizzare la cellula sensibile, al fine di provocare la risposta sensoriale, la fisiologia umana utilizza diversi meccanismi di percezione per ogni gusto fondamentale. Le molecole dolci, in particolare, si legano ai recettori specifici causando un cambiamento della configurazione della molecola. Questo cambiamento attiva la proteina G, gustducina, che a sua volta attiva l'adenilato ciclasi. L'adenilato ciclasi agisce da catalizzatore per la conversione di ATP in adenosina monofosfato ciclico (cAMP). Le molecole di cAMP attivano l'enzima chinasi che provoca la fosforilazione e la chiusura di un canale ionico del potassio.

## Effetti cognitivi
Il colore del cibo può modificare la percezione della dolcezza di un cibo. Aggiungere del colorante rosso ad una bibita ne fa aumentare la dolcezza percepita fino al 2-10% in più rispetto ad una bibita di colore meno intenso ma contenente l'1% in più di zucchero. Si ritiene che l'effetto del colore sia legato alla "aspettativa cognitiva".
Gli odori dolci possono venire confusi con il sapore dolce dalla memoria, facendo ricordare un cibo più dolce di quanto non fosse.